# Ceryx leugalea
Ceryx leugalea là một loài bướm đêm thuộc phân họ Arctiinae, họ Erebidae.